# Apeni
Apeni (georgiska: აფენი), eller Apenischevi (აფენისხევი), är ett vattendrag i Georgien. Det ligger i den östra delen av landet, 100 km öster om huvudstaden Tbilisi.